# Coupe d'Angleterre de football 1998-1999
Navigation
Coupe d'Angleterre 1997-1998 Coupe d'Angleterre 1999-2000
La Coupe d'Angleterre de football 1998-1999 est la 118e édition de la Coupe d'Angleterre de football. 
Manchester United remporte sa dixième Coupe d'Angleterre de football au détriment de Newcastle United sur le score de 2-0, au cours d'une finale jouée dans l'enceinte du stade de Wembley à Londres. 

## Demi-finales
| 11 avril 1999 | Newcastle United         | 2–0 (a.p) | Tottenham Hotspur | Old Trafford, Manchester                     |                                              |
|               | Shearer 109e (pen.) 118e |           |                   | Spectateurs : 53 609 Arbitrage : Paul Durkin | Spectateurs : 53 609 Arbitrage : Paul Durkin |

| 11 avril 1999 | Arsenal | 0–0 | Manchester United | Villa Park, Birmingham                         |
|               |         |     |                   | Spectateurs : 39 217 Arbitrage : David Elleray |

### Match rejoué
| 14 avril 1999 | Manchester United        | 2–1 (a.p) | Arsenal      | Villa Park, Birmingham                         |                                                |
|               | Beckham 17e · Giggs 109e |           | Bergkamp 69e | Spectateurs : 30 223 Arbitrage : David Elleray | Spectateurs : 30 223 Arbitrage : David Elleray |

## Finale
| Titulaires : |  |
| |  |
| 1 Peter Schmeichel · 2 Gary Neville · 5 Ronny Johnsen · 4 David May · 12 Phil Neville · 7 David Beckham · 18 Paul Scholes 78e · 16 Roy Keane (c) 9e · 11 Ryan Giggs · 9 Andy Cole 60e · 20 Ole Gunnar Solskjær · |  |
| Remplaçants : |  |
| 17 Raimond van der Gouw · 6 Jaap Stam 78e · 15 Jesper Blomqvist · 10 Teddy Sheringham 9e · 19 Dwight Yorke 60e ·                                                                                                 |  |
| Entraîneur : |  |
| Alex Ferguson |  |

| Titulaires : |  |
| |  |
| 13 Steve Harper · 38 Andy Griffin · 16 Laurent Charvet · 34 Nikos Dabizas · 4 Didier Domi · 7 Rob Lee · 12 Dietmar Hamann 46e · 11 Gary Speed · 24 Nolberto Solano 68e · 14 Temuri Ketsbaia 79e · 9 Alan Shearer (c) · |  |
| Remplaçants : |  |
| 1 Shay Given · 2 Warren Barton · 10 Silvio Marić 68e · 27 Stephen Glass 79e · 20 Duncan Ferguson 46e · |  |
| Entraîneur : |  |
| Ruud Gullit |  |

| Titulaires : |  |
| |  |
| 1 Peter Schmeichel · 2 Gary Neville · 5 Ronny Johnsen · 4 David May · 12 Phil Neville · 7 David Beckham · 18 Paul Scholes 78e · 16 Roy Keane (c) 9e · 11 Ryan Giggs · 9 Andy Cole 60e · 20 Ole Gunnar Solskjær · |  |
| Remplaçants : |  |
| 17 Raimond van der Gouw · 6 Jaap Stam 78e · 15 Jesper Blomqvist · 10 Teddy Sheringham 9e · 19 Dwight Yorke 60e ·                                                                                                 |  |
| Entraîneur : |  |
| Alex Ferguson |  |

| Titulaires : |  |
| |  |
| 13 Steve Harper · 38 Andy Griffin · 16 Laurent Charvet · 34 Nikos Dabizas · 4 Didier Domi · 7 Rob Lee · 12 Dietmar Hamann 46e · 11 Gary Speed · 24 Nolberto Solano 68e · 14 Temuri Ketsbaia 79e · 9 Alan Shearer (c) · |  |
| Remplaçants : |  |
| 1 Shay Given · 2 Warren Barton · 10 Silvio Marić 68e · 27 Stephen Glass 79e · 20 Duncan Ferguson 46e · |  |
| Entraîneur : |  |
| Ruud Gullit |  |

| Manchester United | Newcastle United |